# Klaring (medisch)
Klaring is in de geneeskunde en de farmacologie de snelheid waarmee een bepaalde stof door het lichaam uit het bloed wordt verwijderd. Die stof kan een lichaamseigen stof zijn, zoals creatinine, maar het kan ook een farmacon of vergif betreffen.

## Eliminatiewijzen
Zeer veel stoffen worden door het lichaam, vooral de lever gemaakt of gemetaboliseerd en daarna via de nieren (urine), fecaliën, zweet, uitgeademde lucht, enz. uit het lichaam verwijderd ('geklaard'). Een maat voor de nierfunctie is bijvoorbeeld de creatinineklaring, het volume bloedplasma dat door de nieren per minuut wordt ontdaan van de door het lichaam geproduceerde stof creatinine, een afvalproduct van de stofwisseling in de spieren. Op deze wijze wordt inzicht verkregen in de glomerulaire filtratiesnelheid.

## Kinetiek van de klaring
De snelheid waarmee een stof uit het lichaam verdwijnt ("geklaard wordt") kan volgens verschillende mechanismen verlopen. De volgende twee processen komen het meest voor:
- Nulde-ordeproces: de eliminatie van de stof verloopt met een constante snelheid. Dat wil zeggen dat er per tijdseenheid (bijvoorbeeld per minuut) een constante hoeveelheid geëlimineerd wordt. Deze hoeveelheid is onafhankelijk van de concentratie in het bloed. Een voorbeeld van een stof die zo geklaard wordt is alcohol.
- Eerste-ordeproces: per tijdseenheid wordt er een constante fractie (bijvoorbeeld x%) van de hoeveelheid van een in het lichaam aanwezige stof geëlimineerd. Deze fractie is onafhankelijk van de concentratie. Een en ander houdt dus in dat er per tijdseenheid een afnemende hoeveelheid van het middel uit het lichaam verdwijnt (en dus geen constante hoeveelheid zoals bij nulde-ordeprocessen). Vrijwel alle lichaamseigen stoffen en farmaca worden via eerste-ordeprocessen geklaard.

Ook de opname van stoffen (bijvoorbeeld voedingsbestanddelen of farmaca), uit bijvoorbeeld de darm naar het bloed, verloopt vrijwel altijd via een proces dat goed kan worden benaderd door een eerste-ordeproces.

## Klaring berekenen
Om de klaring van een bepaalde stof x te berekenen kan men de volgende formule gebruiken:
{\displaystyle C_{x}={\frac {U_{x}}{P_{x}}}\cdot V}
waarbij 
{\displaystyle C_{x}} de klaring van stof x in mL/min
{\displaystyle U_{x}} de concentratie van x in de urine in μmol/L
{\displaystyle P_{x}} de concentratie van x in het plasma in in μmol/L
{\displaystyle V} het urinedebiet in mL/min (aangemaakte urine)